# Elina Guseva
Elina Guseva (20 de janeiro de 1964) é uma ex-jogadora de handebol do Azerbaijão e, posteriormente, da Rússia que competiu pela União Soviética nos Jogos Olímpicos de Verão de 1988 e pela Equipa Unificada nos Jogos Olímpicos de Verão de 1992.
Em 1988, ela ganhou a medalha de bronze com a equipe soviética. Jogou uma partida e marcou um gol. Quatro anos depois, ela era membro da Equipe Unificada, que ganhou a medalha de bronze. Jogou cinco partidas e marcou 14 gols.